# National Register of Historic Places in New Jersey

Karte der Countys von New Jersey und Verteilung der NRHP-Einträge

Diese Tabelle enthält alle Listen, in denen die Einträge im National Register of Historic Places in den 21 Countys des US-amerikanischen Bundesstaates New Jersey aufgeführt sind:

## Anzahl der Objekte nach County
|       | \| \| County \| Liste der Einträge in das NRHP im County \| Anzahl \| \| ----- \| ---------- \| ---------------------------------------- \| ------- \| \| 1 \| Atlantic \| NRHP-Einträge in Atlantic County \| 47 \| \| 2 \| Bergen \| NRHP-Einträge im Bergen County \| 273 \| \| 3 \| Burlington \| NRHP-Einträge im Burlington County \| 98 \| \| 4 \| Camden \| NRHP-Einträge im Camden County \| 93 \| \| 5 \| Cape May \| NRHP-Einträge im Cape May County \| 53 \| \| 6 \| Cumberland \| NRHP-Einträge im Cumberland County \| 28 \| \| 7 \| Essex \| NRHP-Einträge im Essex County \| 173 \| \| 8 \| Gloucester \| NRHP-Einträge im Gloucester County \| 33 \| \| 9 \| Hudson \| NRHP-Einträge im Hudson County \| 61 \| \| 10 \| Hunterdon \| NRHP-Einträge im Hunterdon County \| 90 \| \| 11 \| Mercer \| NRHP-Einträge im Mercer County \| 113 \| \| 12 \| Middlesex \| NRHP-Einträge im Middlesex County \| 78 \| \| 13 \| Monmouth \| NRHP-Einträge im Monmouth County \| 107 \| \| 14 \| Morris \| NRHP-Einträge im Morris County \| 153 \| \| 15 \| Ocean \| NRHP-Einträge im Ocean County \| 33 \| \| 16 \| Passaic \| NRHP-Einträge im Passaic County \| 38 \| \| 17 \| Salem \| NRHP-Einträge im Ocean County \| 26 \| \| 18 \| Somerset \| NRHP-Einträge im Somerset County \| 91 \| \| 19 \| Sussex \| NRHP-Einträge im Sussex County \| 37 \| \| 20 \| Union \| NRHP-Einträge im Union County \| 69 \| \| 21 \| Warren \| NRHP-Einträge im Warren County \| 47 \| \| Summe \| Summe \| Summe \| 1.708 1 \| |                                          |         |
|       | County | Liste der Einträge in das NRHP im County | Anzahl  |
| 1     | Atlantic | NRHP-Einträge in Atlantic County         | 47      |
| 2     | Bergen | NRHP-Einträge im Bergen County           | 273     |
| 3     | Burlington | NRHP-Einträge im Burlington County       | 98      |
| 4     | Camden | NRHP-Einträge im Camden County           | 93      |
| 5     | Cape May | NRHP-Einträge im Cape May County         | 53      |
| 6     | Cumberland | NRHP-Einträge im Cumberland County       | 28      |
| 7     | Essex | NRHP-Einträge im Essex County            | 173     |
| 8     | Gloucester | NRHP-Einträge im Gloucester County       | 33      |
| 9     | Hudson | NRHP-Einträge im Hudson County           | 61      |
| 10    | Hunterdon | NRHP-Einträge im Hunterdon County        | 90      |
| 11    | Mercer | NRHP-Einträge im Mercer County           | 113     |
| 12    | Middlesex | NRHP-Einträge im Middlesex County        | 78      |
| 13    | Monmouth | NRHP-Einträge im Monmouth County         | 107     |
| 14    | Morris | NRHP-Einträge im Morris County           | 153     |
| 15    | Ocean | NRHP-Einträge im Ocean County            | 33      |
| 16    | Passaic | NRHP-Einträge im Passaic County          | 38      |
| 17    | Salem | NRHP-Einträge im Ocean County            | 26      |
| 18    | Somerset | NRHP-Einträge im Somerset County         | 91      |
| 19    | Sussex | NRHP-Einträge im Sussex County           | 37      |
| 20    | Union | NRHP-Einträge im Union County            | 69      |
| 21    | Warren | NRHP-Einträge im Warren County           | 47      |
| Summe | Summe | Summe                                    | 1.708 1 |